# König Stephan
Die Musik zu dem Festspiel König Stephan (op. 117) ist ein Gelegenheitswerk von Ludwig van Beethoven. Das Werk wurde als Vorspiel zusammen mit dem Festspiel Die Ruinen von Athen (op. 113) zur Eröffnung des neuen Deutschen Theaters in Pest (heute Teil von Budapest) aufgeführt. 1808 wurde mit dem Bau dieses Theaters - nach Plänen des Architekten Mihály Pollack  - in der ungarischen Stadt begonnen. Bauherr war Franz Joseph Karl, der Erzherzog von Österreich, der auf diese Weise die Treue Ungarns zur österreichischen Monarchie ehren wollte. Beethoven nahm den Auftrag, der von seinem Freund Franz von Brunsvick vermittelt wurde, an. Ursprünglich war der 4. Oktober 1811, der Namenstag des Kaisers, als Tag der Einweihung geplant, jedoch konnte dieser Termin nicht eingehalten werden. Die Uraufführung fand dann am 9. Februar 1812 statt. Der Text stammt von August von Kotzebue und bezieht sich auf die Gründung des Ungarischen Reiches durch dessen ersten König Stephan I. Der Titelheld wurde durch einen Schauspieler dargestellt, dessen Reden von Beethoven als Melodram vertont wurden. Als unabhängiges Konzertstück erklingt heute nur noch gelegentlich die Ouvertüre in Orchesterkonzerten.

## Aufbau
Die Werk besteht aus folgenden Teilen:
1. Ouvertüre (Andante con moto – Presto, Es-Dur)
2. Männerchor: Ruhend von seinen Taten (Andante maestoso e con moto – C-Dur)
3. Männerchor: Auf dunkelm in finstern Hainen wandelten (Allegro con brio – c-Moll)
4. Siegesmarsch: (Feurig und stolz – G-Dur)
5. Frauenchor: Wo die Unschuld Blumen streute (Andante con moto all’Ongarese – A-Dur)
6. Melodram (Stephan): Du hast dein Vaterland
7. Chor: Eine neue strahlende Sonne (Vivace – F-Dur)
8. Melodram (Stephan): Ihr edlen Ungarn! (Maestoso con moto – D-Dur)

a. Geistlicher Marsch (Moderato – B-Dur)
b. Melodram mit Chor: Heil unserm Könige! (Allegro vivace e con brio – B-Dur)
1. Schlusschor: Heil! Heil unsern Enkeln (Presto – D-Dur)